# King Rat
King Rat is een Amerikaanse film van Bryan Forbes die werd uitgebracht in 1965.
Het scenario is gebaseerd op de gelijknamige roman (1962) van James Clavell. 

## Verhaal
Nadat de Japanners Singapore in februari 1942 op de Britten hebben veroverd worden de geallieerde krijgsgevangenen opgesloten in de Japanse kampgevangenis van Changi in de buurt van Singapore. Onder hen bevinden zich vooral Britten en Australiërs, er zijn ook enkele Amerikanen. De Amerikaanse korporaal King is een van hen: hij is een sluwe opportunist die erin geslaagd is een comfortabel leventje voor zich uit te bouwen. Hij gaat schoon en fris gekleed en hij eet fatsoenlijk. Dit kan alleen maar omdat hij een lucratief zaakje met de Japanners heeft opgezet waarbij zwarte markt en  ruilhandel de regel zijn. Zijn aartsvijand is de onkreukbare Britse luitenant Grey die een diep misprijzen voor King heeft en die bewijzen zoekt om hem te pakken. Ondertussen sluit King vriendschap met de Britse upper class Royal Air Force-luitenant Marlowe die hij als vertaler kan gebruiken. Marlowe raakt geïntrigeerd door Kings drive en ambitie en bewondert stiekem diens lak aan regels.   

## Rolverdeling
| Acteur           | Personage                     |
| ---------------- | ----------------------------- |
| George Segal     | korporaal King                |
| Tom Courtenay    | luitenant Robin Grey          |
| James Fox        | luitenant Marlowe             |
| Todd Armstrong   | Tex                           |
| Patrick O'Neal   | Max                           |
| Denholm Elliott  | luitenant G.D. Larkin         |
| James Donald     | dokter Kennedy                |
| John Mills       | kolonel George Smedley-Taylor |
| Gerald Sim       | Jones                         |
| Leonard Rossiter | McCoy                         |
| John Standing    | kapitein Daven                |
| Alan Webb        | kolonel Brant                 |
| John Ronane      | kapitein Hawkins              |
| Wright King      | majoor Brough                 |
| Geoffrey Bayldon | eskaderleider (majoor) Vexley |
| Richard Dawson   | Weaver                        |